# Кайлинская волость (Томский уезд)
Ка́йлинская во́лость — административно-территориальная единица в истории Томского уезда Томской губернии.

## История
Наименование волости — по административному (волостному) центру, селу Кайлинскому, что находилось на расстоянии ок. 130 вёрст по прямой к юго-западу от Томска, и раскинулось на правом, северном берегу речки Иня — в 4-х км от места впадения в неё реки Кайлы. Ныне это село ищут на картах на линии между райцентрами Мошково — Тогучин, в 16 км северо-западнее пос. Тогучин. Волость располагалась на границе Томского и Кузнецкого уездов; селения волости периодически относились то к одному, то к другому уезду.
Современное село Кайлы (восток Новосибирской области) в настоящее время относится к Мошковскому району.
Данная волость упоминается в документах Томского уезда до второй половины XIX века (1898), в том числе в связи с межевыми волнениями крестьян 1860-х гг. Затем волость упоминалась в связи со Столыпинской переселенческой реформой и в связи с развитие народной грамотности.
По инициативе меценатат С.И. Кандаурова в крупном селе Гутовское 1 октября 1904 года была открыта волостная народная библиотека, которая была размещена располагалась при сельской начальной школе. Средства на её устройство были даны Кайлинским волостным правлением. Со дня открытия до 1 января 1905 года общее число читателей составляло 35 человек. Книги выдавались учащимся два раза в неделю, а для остальных читателей ежедневно. В 1904 году Томское уездное попечительство народной трезвости учредило вторую библиотеку в этом же селе.
В 1911 году волостной центр был переведён из Кайлы в село Гутовское (близ посёлка Тогучин), находящееся в 14 км по прямой на юго-восток от с. Кайлы. Сама волость была реорганизована в Гутовскую.
Гутовская волость с 1917 до 1925 года относилась к Кузнецкому уезду Томской губернии.
Основная статья: Гутовская волость.

Основные селения в составе волости в 1885 году (по справочнику «Памятная книжка Томской губернии на 1885 год»):
| - д. Агафониха - д. Асаново - д. Ачинская - д. Долгово - с. Гутовское (Гутово) - д. Кукушкино - д. Барцево - д. Буготан - д. Вассино - д. Горевка - д. Дергоусово - д. Изыленская - д. Елтышево - д. Ирбинская - д. Елфимово | - с. Кайлинское - д. Капагоново - с. Карпысак - д. Канарбуга - д. Бжицкая - д. Чертенково - д. Шумилово - д. Чемская - д. Шубкино - д. Усть-Каменское - д. Черепаново - д. Томилово - д. Тогучин (д. Тагучин) - д. Балаево - д. Таскаево | - д. Осипово - д. Русаково - д. Савиново - д. Сухострелово - д. Осиновка - д. Мотково - д. Манойлово - д. Кусмень - д. Кусково - д. Кудрино - д. Мальцево - д. Корнилово - д. Елтышево - д. Киик |

В 1911 году к волости также относились переселенческая деревня Боровлянка (она же указывалась также как Бровлянка или Кукушкина деревня) и переселенческий пункт Канабишка (Калабишка).

## Известные личности
- Лапин, Иван Васильевич (1914—1979) — капитан Рабоче-крестьянской Красной Армии, участник Великой Отечественной войны, Герой Советского Союза (1943). Родился и вырос в селе Чемское Кайлинской волости.